# Cacciucco

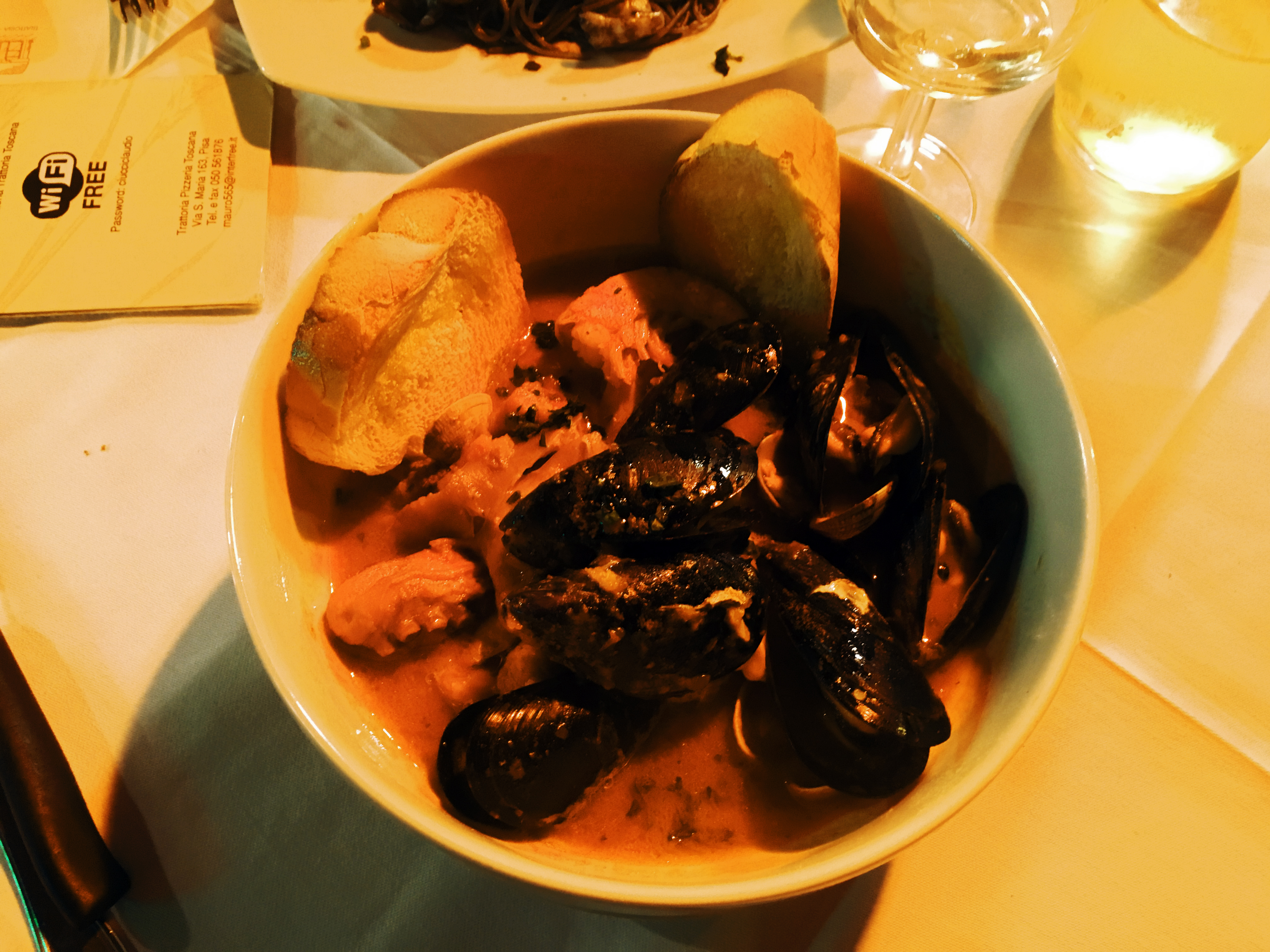
Cacciucco.

El cacciucco es un plato italiano a base de pescado típico de la cocina de Livorno, aunque hay una versión en Viareggio. Está compuesto por diferentes tipos de pescados, crustáceos y moluscos, en general pulpo, calamar, galera, peces de roca y otras variedades consideradas «pobres», que se ponen a cocer en momentos diferentes, según el tiempo de cocción que necesiten, en salsa de tomate y luego se sirven sobre rebanadas de pan tostado en el fondo del plato.
La receta original del cacciucco tradicional incluye trece especies de pescado: sepia, pulpo, musola, congrio, morena, rubio, cabracho, bejel, chaparrudo, torillo, cabrilla, galera y jurel. Sin embargo, las especies utilizadas en la mayoría de las recetas escritas se reduce a seis o siete tipos, que pueden variar según la captura del día. Por lo tanto, no hay reglas precisas sobre la composición de este plato, siendo la opción más fácil, para obtener un buen resultado, el empleo de los peces llamados «de sopa».

## Origen
Son muchas las hipótesis y versiones fantasiosas sobre los orígenes del cacciucco. Algunos lo consideran una especie de símbolo de la generosidad popular, un plato nacido de la captura de pescado ofrecida por los pescadores a la familia de un compañero muerto durante una tormenta.
Otra leyenda lo considera símbolo de los orígenes de Livorno y su población, compuesta por una amalgama de personas y comunidades diferentes: judíos, africanos, levantinos, ingleses y holandeses. La fusión de diferentes culturas, religiones y tradiciones, en especial gastronómicas, está representada por el cacciucco. Según el historiador livornés de origen sirio Paul Zalum Leghorn (citado por Aldo Santini) el cacciucco fue inventado por un guarda del Fanale, el faro del puerto, al que un decreto de la República de Florencia prohibía freír el pescado (porque el aceite se utilizaba para alimentar la luz del faro). De ahí la invención del cacciucco, que requiere poco de aceite.
La hipótesis más verosímil es que se trata simplemente de una sopa hecha con los restos de pescado que quedaban sin vender.

## Nombre
De nuevo existen varias versiones sobre el origen del nombre. La más probable y aceptada por los lingüistas es que procede del término turco küçük, ‘pequeño’, en referencia a los pececillos que componen la sopa. Según otra hipótesis, se deriva de la palabra española «cachucho», el nombre de un pez parecido al pargo. Otra hipótesis es que deriva del plato típico vietnamita canh chua cá (sopa de pescado agria) que podría haber sido introducido en Livorno por los marineros que regresaban de Extremo Oriente.
La defensa de la denominación produjo un levantamiento popular cuando Buitoni lanzó al mercado un cacciucco congelado. A pesar de la intervención del alcalde de Livorno para cambiar el nombre del producto de cacciucco a zuppa di pesce (‘sopa de pescado’), el cacciucco congelado está aún en el mercado, aunque ya no incluye la denominación alla livornese.